# El testament d'Orfeu
El testament d'Orfeu  (títol original en francès: Le Testament d'Orphée) és un pel·lícula francesa dirigida per Jean Cocteau el 1959 i estrenada el 1960. Ha estat doblada al català.

## Argument[2]
Mort i resurrecció del poeta. Colpit per una bala, el poeta Jean Cocteau viatja a un altre temps. Vida i mort, present i futur, monstres i imaginació, angoixes i fantasmes, és el testament del poeta cineasta, la seva biografia sense cap preocupació de cronologia. Jean Cocteau hi té el paper principal.

## Repartiment
- Jean Cocteau: el poeta Jean Cocteau/Orfeu
- Jean Marais: Edip
- Maria Casarès: la príncessa
- François Périer: Heurtebise
- Édouard Dermit: Cegest
- i per ordre alfabètic:
  - Françoise Arnoul
  - Claudine Auger: Minerva
  - Charles Aznavour: el curiós
  - Brigitte Bardot: ella mateixa
  - Lucia Bosè: una amiga d'Orfeu
  - Yul Brynner: l'uixer dels inferns
  - Françoise Christophe: la infermera
  - Gérard Chatelain: l'enamorat
  - Nicole Courcel: la mare maldestra
  - Henri Crémieux: el professor
  - Luis Miguel Dominguín: un amic d'Orfeu
  - Guy Dute; un home-gos
  - Daniel Gélin: l'intern
  - Philippe Juzan: un home-cavall
  - Jean-Pierre Léaud: Dargelos, l'escolar
  - Michèle Lemoigne: l'enamorada
  - Serge Lifar: un amic d'Orfeu
  - Daniel Moosmann: un home-cavall
  - Brigitte Morisan: Antigona
  - Pablo Picasso: un amic d'Orfeu
  - Françoise Sagan: una amiga d'Orfeu
  - Alice Sapritch: la reina de les gitanes
  - Henri Torrès: el locutor
  - Annette Vadim/Roger Vadim:[3] amics d'Orfeu
  - Francine Weisweiller: la senyora que s'ha equivocat d'època

## Banda sonora
Músiques addicionals: Christoph Willibald Gluck, Georg Friedrich Haendel, Johann Sebastian Bach (BWV 1067, Menuet i Badinerie), Richard Wagner.

## Producció

### Rodatge
- Període preses: 1959, setembre a novembre
- Interiors: Estudis de la Victorine (Alps Marítims), Estudis Francoeur (París)
- Exteriors:
  - Alps Marítims: Saint-Jean-Cap-Ferrat (Algunes escenes tenen per decorat villa Santo Sospir[4] on els murs són pintats al fresc per Jean Cocteau), Villefranche-sur-Mer (es veu la façana de la capella Saint-Pierre de Villefranche-sur-Mer decorada per Cocteau).
  - Bouches-du-Rhône: Les Baux-de-Provence rodatge facilitat gràcies a François Truffaut, sobretot per a les escenes als indrets del Vall d'Infern i de les carreres).
- Jean Cocteau va acceptar que un equip radiofònic, dirigit per Roger Pillaudin, segueixi el rodatge de la pel·lícula.

## Acollida
| « | Aquesta pel·lícula és bonica perquè és la pel·lícula d'un home que sap que morirà i que no arriba a prendre's la mort seriosament. (Cahiers du cinéma) | » |

.

## Premis i nominacions
Nominacions
- 1961: BAFTA a la millor pel·lícula per Jean Cocteau